# Zelene, Terebovlea
Zelene (în ucraineană Зелене) este un sat în comuna Pidhaiciîkî din raionul Terebovlea, regiunea Ternopil, Ucraina.

## Demografie
Componența lingvistică a localității Zelene
     Ucraineană (99,77%)
     Alte limbi (0,23%)
Conform recensământului din 2001, majoritatea populației localității Zelene era vorbitoare de ucraineană (99,77%), existând în minoritate și vorbitori de alte limbi.